# Clase Yankee
Los submarinos Proyecto 667A «Navaga» (en ruso: проекта 667А «Навага», designación OTAN: Clase Yankee) fueron construidos por la Unión Soviética a partir de 1968. Se construyeron 24 unidades en el astillero de Severodvinsk para la Flota del Norte, y otros 10 en el Astillero de Komsomolsk del Amur. 

## Servicio
Los submarinos clase Yankee se convirtieron en la punta de lanza de la disuasión nuclear submarina soviética. Fue el primer diseño soviético de submarino de propulsión nuclear con silos de misiles a popa de la vela y capaz de lanzarlos en inmersión, dando así un salto exponencial en prestaciones frente a sus predecesores de la clase Hotel.
Estos submarinos fueron los primeros en compararse con los submarinos balísticos de la Marina de Estados Unidos, la clase George Washington o la clase Lafayette. Los Navaga eran aún más silenciosos que su predecesor, el clase Hotel, y sus líneas más definidas permitían mejorar la capacidad acústica de sumersión. El submarino proyecto 667-A, al igual que los submarinos de la primera generación, tenía un casco doble (la reserva de flotabilidad era 29%). La proa era ovalada y la popa tenía forma de huso. Se emplearon timones horizontales delanteros y popa cruciforme. Esta solución, que ya era empleada por los submarinos estadounidenses, creó la posibilidad de navegar a bajas velocidades a una mayor profundidad, y también simplificó la retención del submarino durante una descarga de misiles a una profundidad predeterminada. Muchos creyeron que la URSS se hizo con los planos de los submarinos americanos, de ahí la denominación Yankee de esta clase. Los marinos soviéticos les llamaban clase Vanka Washington (Vanka es un diminutivo de Iván).
Estaban armados con 16 misiles balísticos SLBM. A partir de 1970 la URSS tenía siempre en alta mar 3 submarinos patrullando al este de las Bermudas, ya que sus misiles balísticos SS-N-6 en la primera versión tenían un alcance de 2.400 kilómetros.
Se construyeron 34 submarinos de esta clase. Cada unidad tenía 130 metros de largo y 12 de ancho, con un desplazamiento sumergido de aproximadamente 9.600 toneladas. La velocidad máxima en inmersión era de 26-27 nudos. Además de misiles balísticos SS-N-6 contaba con 6 tubos lanzatorpedos de 533 mm. en la proa.

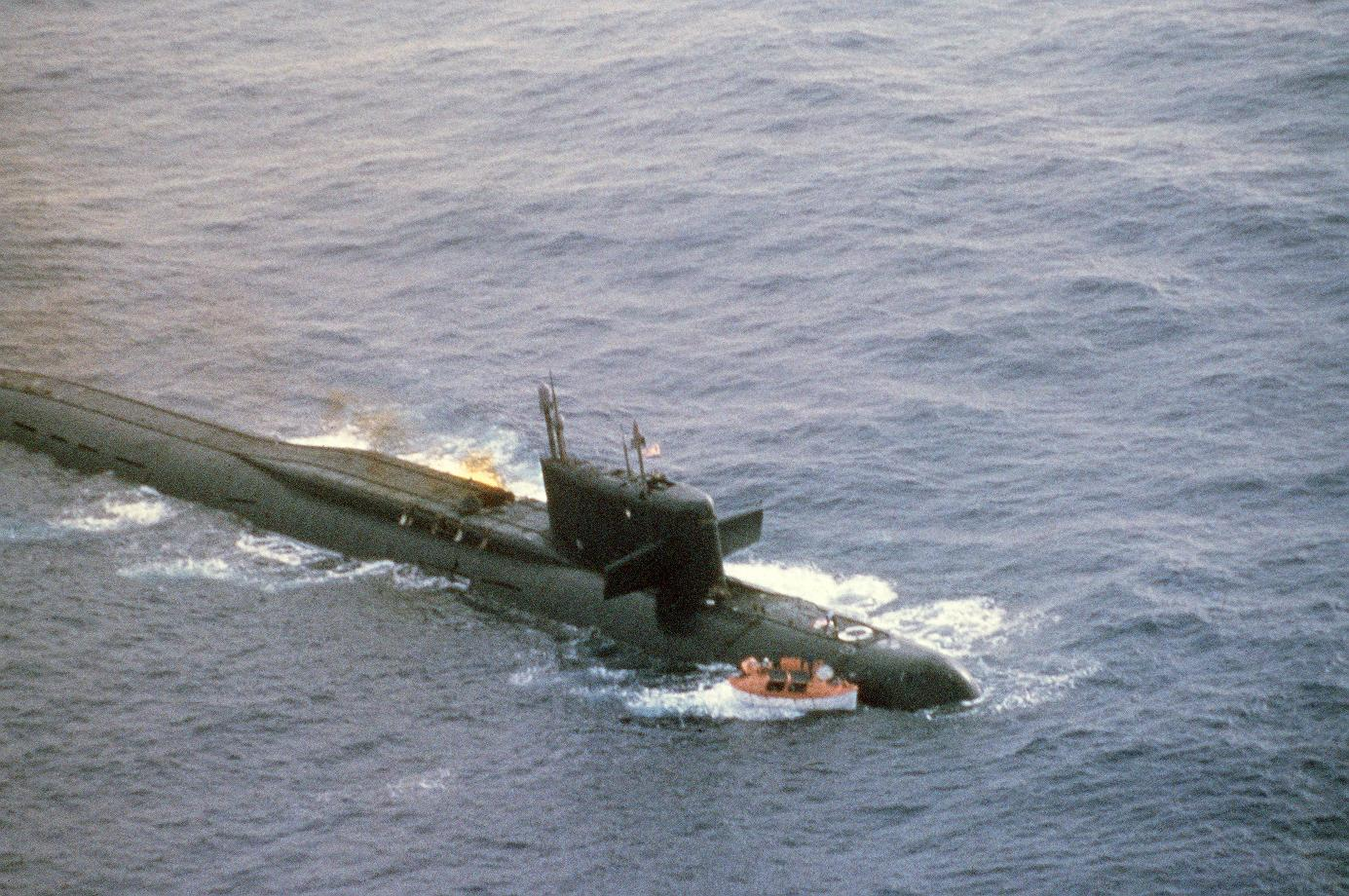
K-219 tras el accidente.

Se perdió un barco de esta clase, el K-219, el 6 de octubre de 1986, después de una explosión y de un incendio en uno de los tubos lanzamisiles. Estaba cerca de Bermudas, y hubo un intento de remolcarlo hacia Rusia. 4 marineros murieron al intentar rescatar el submarino. Se le ordenó a la tripulación permanecer a bordo pero un incidente de gas venenoso lo impidió. El Capitán ordenó evacuar la nave y ésta se hundió el 6 de octubre de 1986 a más de 6000 metros de profundidad. Antes de abandonar la nave la tripulación aseguró el reactor nuclear.
Como resultado de los tratados Start I y Start II todos los submarinos de esta clase debían ser dados de baja y desarmados.

## Variantes de la clase
Hay 7 diferentes tipos de submarinos de esta clase:

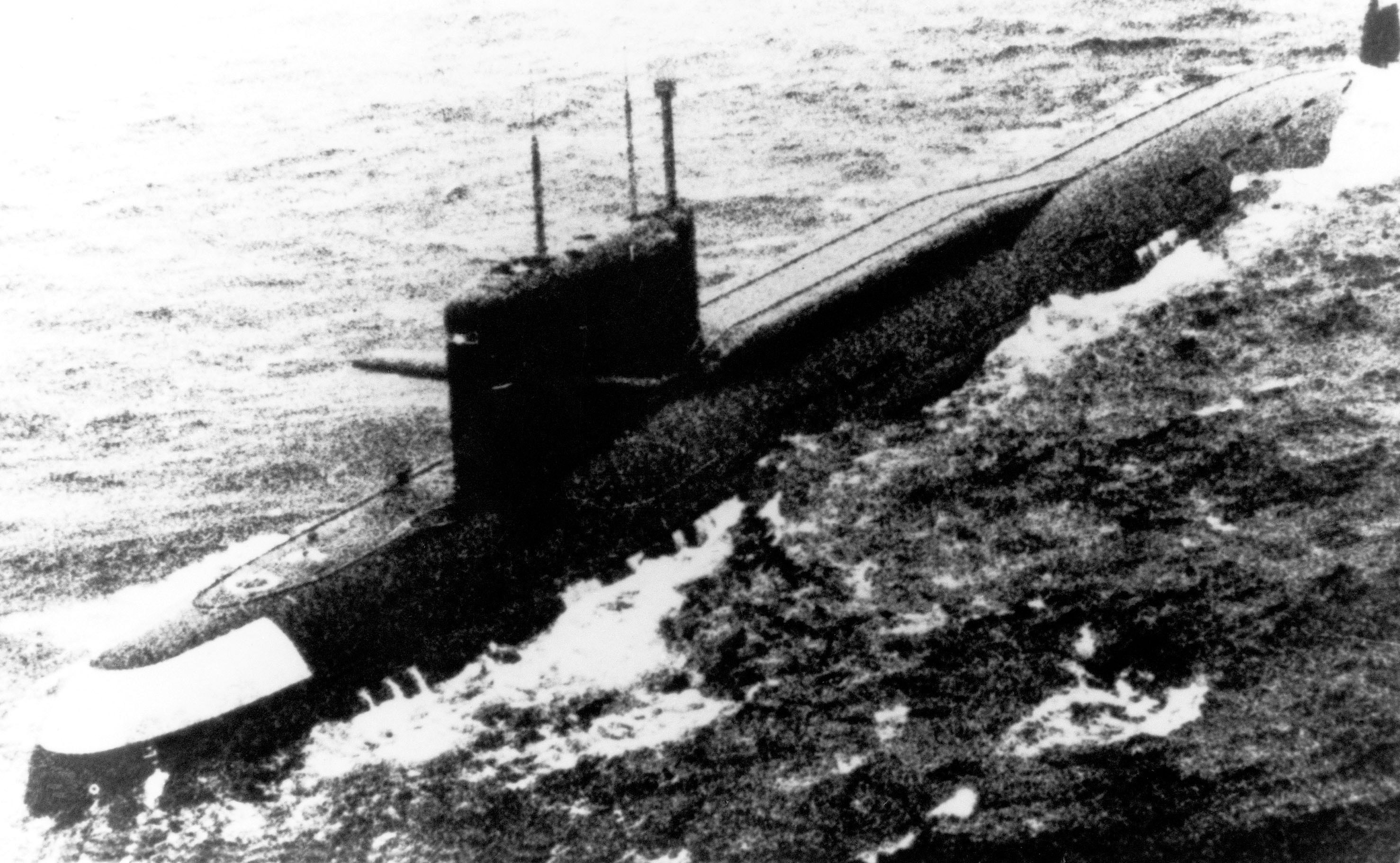
Yankee I class.

- Proyecto 667A Navaga (Designación OTAN: Yankee I): entraron en servicio en 1968, se construyeron 34. Portaban 16 misiles SLBM, 6 tubos de torpedos con 18 torpedos tipo 53. Fueron los primeros submarinos de misiles soviéticos en llevar los Misiles Balísticos dentro del casco.

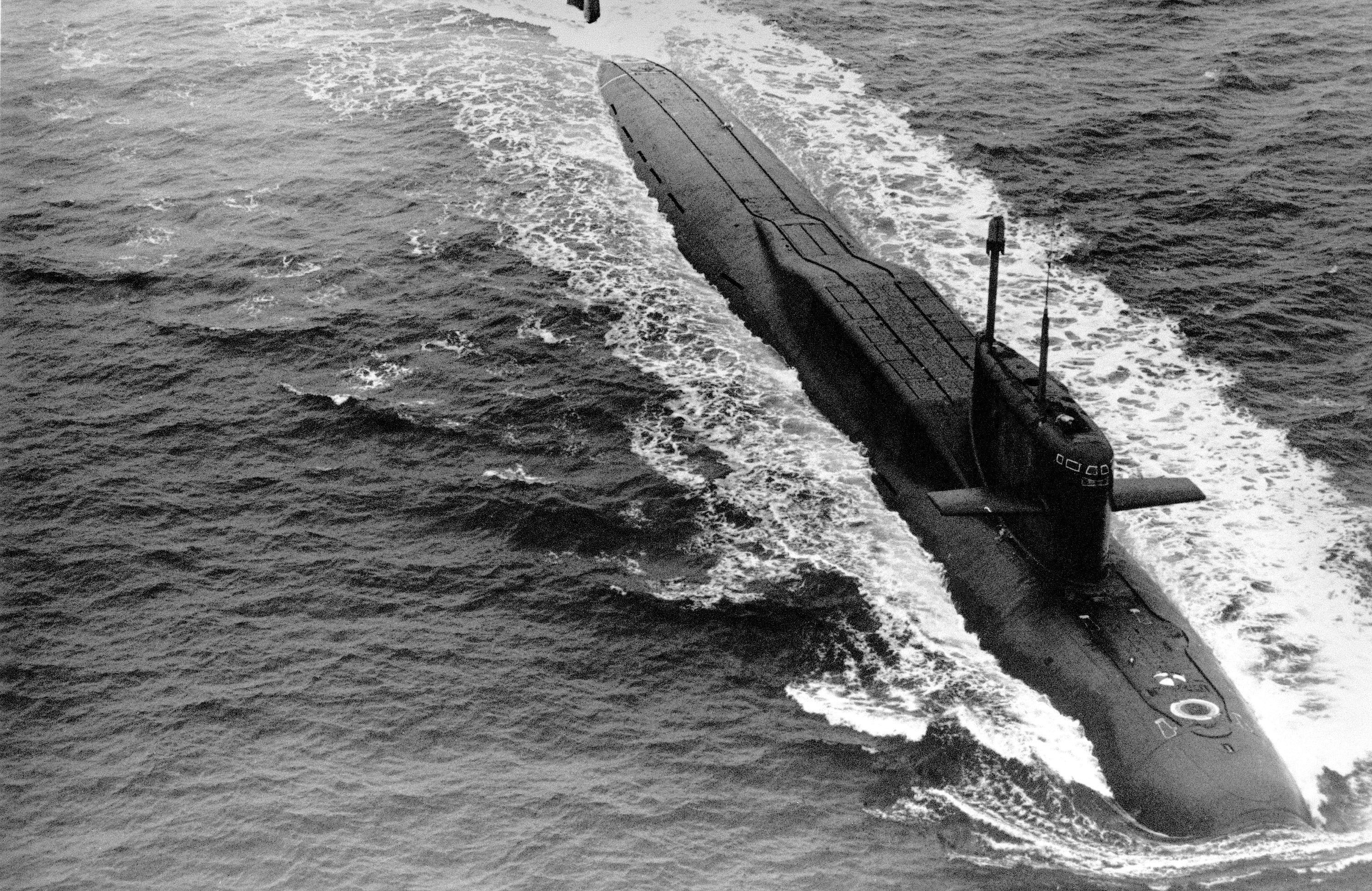
Yankee II class.

- Proyecto 667AM/Clase Navaga M (Designación OTAN: Yankee II): solo fue construido uno y modificado para llevar solo 12 misiles SS-N-17 el cual fue el primer ICBM de combustible sólido de la URSS. Salieron a la luz muchas teorías de esta clase como el Yankee II.

- Proyecto 667AT/Clase Grosha (Designación OTAN: Yankee Notch): fueron convertidos a submarinos de ataque y aparecieron en 1983, 6 Yankee I fueron convertidos a esta clase. Estos tenían una joroba en su sección central para reemplazar la vieja sección de misiles de su antecesor y le permitía llevar tubos de misiles de 533 mm para 40 misiles crucero de largo alcance SS-N-21 o torpedos adicionales. El llevar un mayor número de misiles sugiere que es un arma de segundo ataque o de papel táctico. La conversión de este submarino le dio 12 m de largo más, y un desplazamiento sumergido de 11.500 toneladas. Eran considerados como submarinos de ataque SSN pero también entraban en la categoría de SSGN.

- Proyecto 667AM/Clase Andromeda (Designación OTAN: Yankee Sidecar o SSGN Yankee): solo se construyó uno, el K-420, convertido para llevar varios misiles crucero. Apareció en 1983, llevando 12 misiles SS-N-24 con cabeza nuclear remplazando la cabeza convencional. Podría servir en la tríada nuclear y teniendo una función diferente a los submarinos clase Oscar. El misil SS-NX-24 que portaba era un experimento capaz de volar a velocidad supersónica y con cabeza nuclear doble, al final el proyecto fue desechado y el submarino se quedó sin ese misil para usar el SS-N-24 normal. Este submarino media 153 metros de largo y desplazada 13.650 toneladas.

- Yankee SSN: fueron reconvertidos 16 unidades de Yankee I para cumplir con las especificaciones requeridas, la sección central de misiles fue removida.

- Proyecto 09974 (Designación OTAN: Yankee Pod): Es un experimento para probar nuevos tipos de sonar con una peculiar nariz en la proa.

- Proyecto 09780 (Designación OTAN: Yankee Stretch): 1 unidad, el K-411 convertido para llevar el minisubmarino del tipo Paltus, mide 160 metros de largo haciéndolo el más grande de la clase. Fue diseñado para misiones oceanográficas, de búsqueda, rescate e inteligencia submarina.

## Datos históricos
En mayo de 1974 un submarino de esta clase colisiono con el SSN-672 Pintado de la Marina de Estados Unidos a las afueras de Petropavlovsk a una profundidad de 65 m. El submarino soviético fue ligeramente dañado.
En 1986 se hundió el K-219 a las afueras de Bermudas.
Entre 1979 y 1994 todos los submarinos Proyecto 667A «Navaga» fueron retirados del servicio para cumplir con los tratados de desarme. Durante su vida útil estos submarinos llevaron a cabo 590 patrullajes alrededor del Mundo.
Los submarinos convertidos Yankee Stretch, Sidecar, siguen en servicio para la Flota al igual que el Yankee Pod.